# Peter Oppegard
Peter Allen Oppegard (Knoxville, 23 agosto 1959) è un ex pattinatore artistico su ghiaccio statunitense.

## Palmarès
Coppie con Jill Watson
| Internazionali            | Internazionali | Internazionali | Internazionali | Internazionali |
| Evento                    | 1984–85        | 1985–86        | 1986–87        | 1987–88        |
| ------------------------- | -------------- | -------------- | -------------- | -------------- |
| Giochi olimpici invernali |                |                |                | 3°             |
| Campionati mondiali       | 4°             | 6°             | 3°             | 6°             |
| Fujifilm Trophy           |                |                |                | 1°             |
| NHK Trophy                |                |                | 2°             |                |
| Skate America             |                | 1°             |                |                |
| Nazionali                 |                |                |                |                |
| Campionati statunitensi   | 1°             | 2°             | 1°             | 1°             |